# Удачин, Алексей Степанович
Алексей Степанович Удачин — советский хозяйственный, государственный и политический деятель.

## Биография
Родился в 1927 году в Москве. Член КПСС.
С 1944 года — на хозяйственной, общественной и политической работе. В 1944—1987 гг. — хозяйственный и комсомольский работник в городе Москве, первый секретарь Москворецкого райкома ВЛКСМ города Москвы, партийный работник в городе Москве, 1-й секретарь Москворецкого райкома КПСС города Москвы, заместитель начальника Московского городского комитета по материально-техническому снабжению.
Умер после 1995 года.